# Phyllanthus kivuensis
Phyllanthus kivuensis är en emblikaväxtart som beskrevs av Jean F.Brunel. Phyllanthus kivuensis ingår i släktet Phyllanthus och familjen emblikaväxter. Inga underarter finns listade i Catalogue of Life.